# Stenochironomus bisetosus
Stenochironomus bisetosus är en tvåvingeart som beskrevs av Art Borkent 1984. Stenochironomus bisetosus ingår i släktet Stenochironomus och familjen fjädermyggor.
Artens utbredningsområde är Arizona. Inga underarter finns listade i Catalogue of Life.